# Jüdischer Friedhof Haldensleben

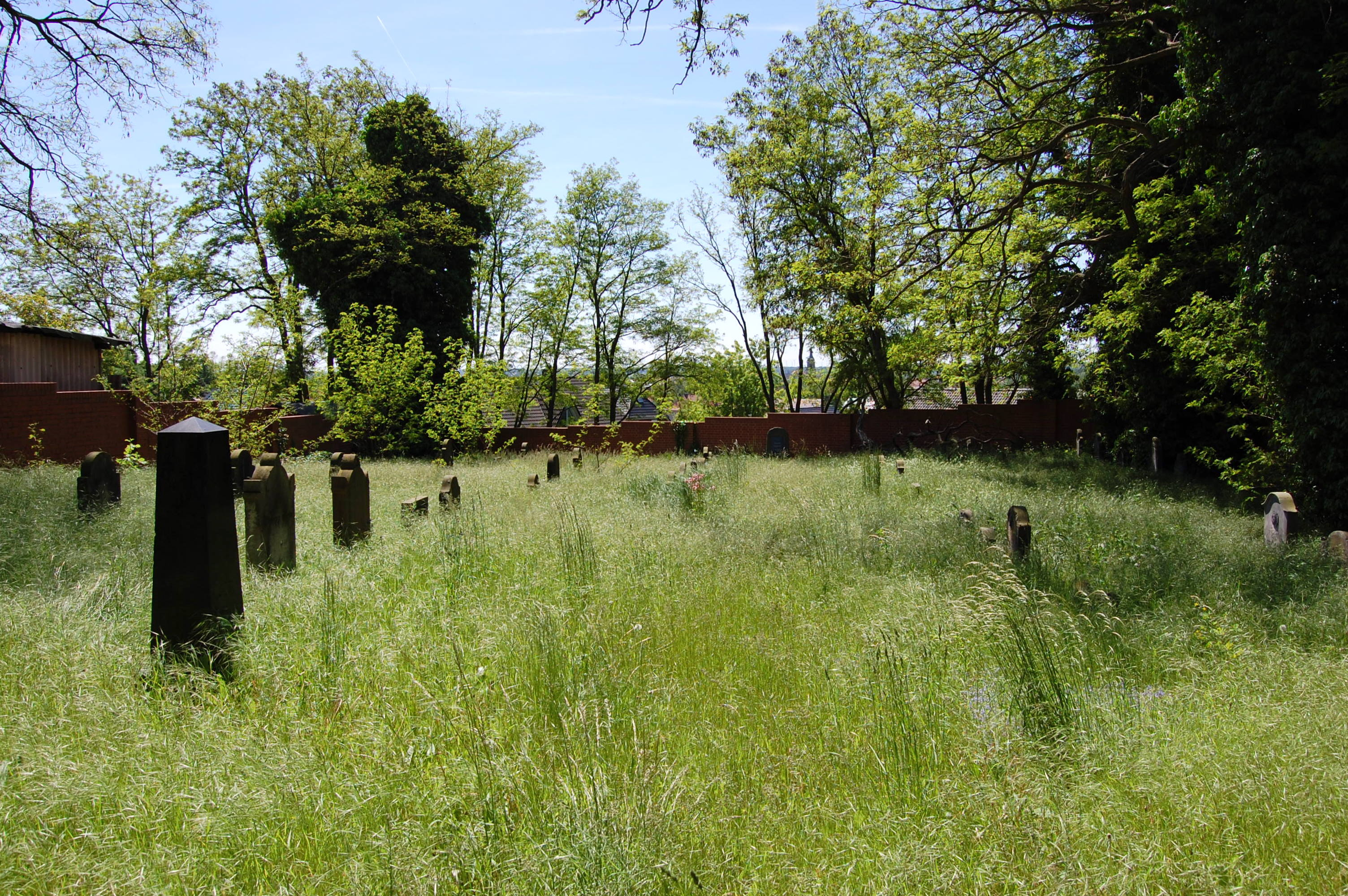
Jüdischer Friedhof in Haldensleben

Der Jüdische Friedhof Haldensleben war der Friedhof der jüdischen Gemeinde der Stadt Haldensleben in Sachsen-Anhalt.
Der Friedhof wurde im Jahr 1811 nördlich der Stadt Haldensleben unweit des Trendelberges, am Ende der heutigen Berggasse angelegt. Er ist 1280 m² groß und enthält heute 52 Grabsteine, nach anderen Angaben etwa 48 Grabsteine und eine 1988 errichtete Gedenktafel. Die erhaltenen Steine sind zumeist zweisprachig.
Als Friedhof war die Anlage bis zur Machtergreifung der Nationalsozialisten 1933 geöffnet. Zu diesem Zeitpunkt bestand jedoch in Haldensleben bereits keine eigene jüdische Gemeinde mehr. Der Friedhof wurde mehrfach verwüstet. Die Friedhofseinfriedung wurde in der Zeit der DDR als Baumaterial verwandt und später durch einen Jägerzaun ersetzt. Heute wird der Friedhof von einer Backsteinmauer umschlossen. Ein doppelflügliges modernes Tor in Form der Gesetzestafeln und mit einem eingearbeiteten Davidstern bildet den Eingang zum Friedhofsgelände.